# 아에로스파시알 알루에트 III

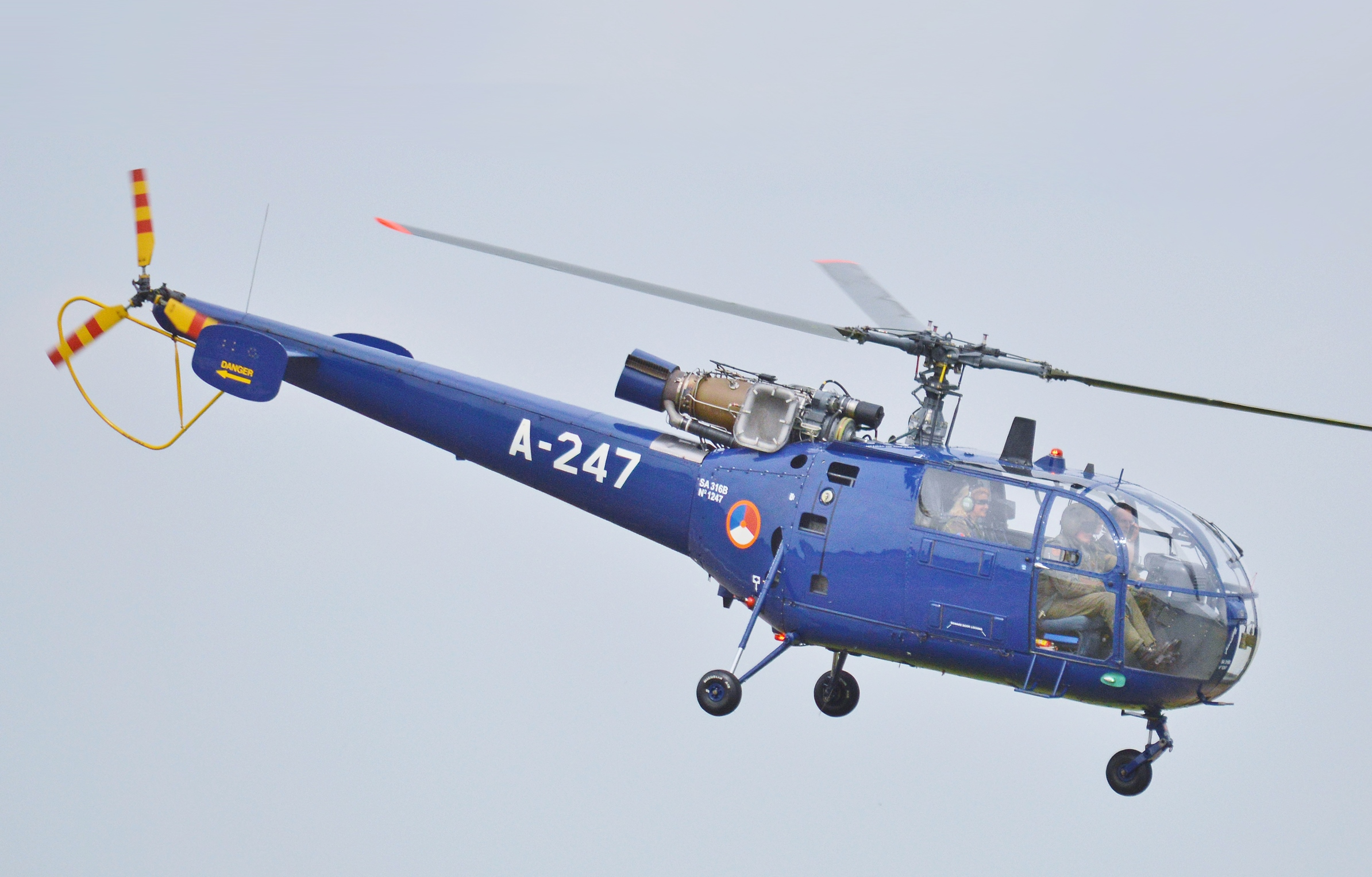
아에로스파시알 알루에트 III

아에로스파시알 알루에트 III(Aérosspatiale Alouette III, 프랑스어 발음: [aloo-w ɛt], Lark; 회사명 SA 316 및 SA 319)는 프랑스 항공사 수드 항공이 개발한 단일 엔진의 경량 유틸리티 헬리콥터이다. 생산 기간 동안, 그것은 비교적 인기 있는 회전익 항공기임이 입증되었다. 여러 허가된 제조업체를 포함하여, 2,000대 이상이 제작되었다.
알루엣 III는 이전의 매우 성공적인 알루엣 II의 확대 파생 모델로 개발되었다. 추가 좌석 한 쌍과 다른 개선 사항을 제공하면서 이전 모델과 많은 요소를 공유하면서 민간 및 군 고객 모두 사이에서 빠르게 상업적 성공을 거두었다. 이 중에는 1971년 7월에 운영 서비스를 시작한 SA 315B 라마로 지정된 고고도 파생 모델도 포함되어 있다. 알루엣 III는 주로 Aérosspatiale에서 제조했다. 유형은 인도의 힌두스탄 항공 유한회사(HAL)에서 HAL 체탁으로, 루마니아의 인더스트리아 항공 ă 롬 ă(IAR)에서 IAR 316 및 스위스의 F+W 에멘으로 라이센스 하에 제작되었다.
알루엣 II와 유사하게, 군 복무에서는 공중 관측, 사진, 공해상 구조, 연락, 수송 및 훈련과 같은 임무를 수행하는 데 사용되었고, 대전차 미사일, 대함 어뢰 및 고정식 대포로도 무장할 수 있다. 민간인 자격에서 알루엣 III는 일반적으로 인명 피해 대피(종종 외부 들것 패니어 한 쌍이 장착됨), 농작물 살포, 인력 수송 및 외부 부하 운반에 사용되었다. 2010년대까지 많은 운영자들이 함대를 끌어내리고 보다 현대적인 유형으로 대체하는 과정에 있었고, 프랑스 군대는 알루엣 III를 새로 개발된 에어버스 헬리콥터 H160으로 대체할 계획이다.

## 제원
- 크기: 11m x 3.4m
- 속력: 118kts
- 탑승인원: 3명(조종사 2명, M-60사수/구조사 1명)
- 항속거리: 300nm
- 체공시간: 3시간
- 엔진: 프랑스 Astazou-14B엔진 1기(860마력)
- 연료: JP-8 151 Gallon
- 무장: AS-12 대함미사일 2발, K-744(MK-44) 어뢰 1발, 2.75인치 Rocket 14발, 7.62MM Machine Gun 2,000발, 기타 해상표시탄
- 장비: (대잠)MAD(Magnetic Anormally Detector) 자기이상탐지기, (구조)Hoist, (수송)Cargo, (함상이착함)Harpoon, (생존)EFG(Emergency Floatation Gear)

## 퇴역
2010년대까지 알루엣 III 운영자의 대부분은 함대를 해체하거나 완전히 퇴역시키는 과정에 있었다. 2017년 프랑스 해군은 알루엣 III 한 대를 운영하는 데 비행 시간당 약 13,000 유로의 비용이 들었으며, 이 비용은 동급의 현대 회전익 항공기 비용의 두 배 이상이라고 주장했다. 이 높은 운영 비용은 함대의 고령화와 전반적인 예비 부품 부족의 자연스러운 부작용이며, 이는 다시 알루엣 III의 대량 생산이 30년 전에 종료되었기 때문이라고 설명했다. 또한, 퇴역 동기는 알루엣 III가 1950년대에 처음 개발된 자연스러운 결과인 현대 헬리콥터에 존재할 현대적 기능의 부족 때문이기도 하다.

## 운영이력

### 프랑스
1960년 초 알루엣 3호는 프랑스군과 함께 공식적으로 비행대대에 배치했다. 1971년 6월, 지금까지 알루엣 3호의 성능에 깊은 인상을 받은 프랑스 육군은 50대의 알루엣 3호를 자신들의 목적을 위해 주문하기로 결정했다. [인용 필요] 프랑스가 이 기종을 적용한 가장 주목할 만한 용도 중 하나는 SS.11 MCLOS 유선 유도 미사일 형태의 헬리콥터 기반 대전차 미사일을 처음 사용한 것이다.
1960년 6월, 7명을 태운 알루엣 3세가 프랑스 알프스의 몽블랑에서 당시 헬리콥터로는 전례 없는 고도인 4,810미터(15,780피트)의 고도에서 이착륙을 모두 성공적으로 수행했다. 1960년 11월, 같은 헬리콥터가 히말라야에서 2명의 승무원과 250킬로그램(551파운드)의 짐을 싣고 6,004미터(19,698피트)의 고도에서 이착륙함으로써 이 기종의 놀라운 성능을 다시 한번 입증했다.
2004년 6월, 알루엣 3세는 32년간의 성공적인 복무를 마치고 프랑스 공군에서 퇴역했으며, 새로운 쌍발 유로콥터 EC 355 에쿠레유 2로 완전히 대체되었다. 프랑스 육군은 또한 2013년에 더 현대적인 회전익 항공기를 선호하여 마지막 예를 철회했다.
2017년까지 프랑스 해군은 여전히 알루엣 III를 축소된 용량으로 사용하고 있었지만, 수색 및 구조 및 물류 임무를 일상적으로 수행하는 데 사용되었다. 1970년대부터 이 기종은 점차 대형 유로콥터 AS365 도핀에 의해 대체되었으며, 이후 대잠수함전 플랫폼으로 전문 유로콥터 AS565 팬서에 의해 대체되었다. 해상 환경에서 쌍발 회전익 항공기를 사용하는 것은 단일 엔진 알루엣 III가 만족할 수 없는 예상 표준이 되어 유형은 명백한 불리한 상황에 놓였다.
2018년 1월 프랑스 해군은 임시 조치로 나머지 알루엣 III를 임대된 아에로스페이스 SA 330 푸마스로 대체할 것이라고 발표했다. 이 결정은 신뢰성이 증가하고 운영 비용이 빠르게 상승하며 함대의 나이가 너무 많기 때문에 내려진 것으로 알려졌다. 그러나 2021년 현재 알루엣 III는 여전히 사용 중인 것으로 알려졌다. 이 항공기는 2022년 6월에 마침내 프랑스 해군에서 퇴역했다. 60년 동안 사용되어 왔으며 마지막 3대는 12월 말에 서비스가 종료되었다. 이 항공기는 오랫동안 유지 보수가 용이한 것으로 알려져 있어 해외에서 사용하는 데 도움이 되었으며 수명이 다하면 유지 시간이 증가하고 더 이상 생산되지 않는 예비 부품을 구하기가 어려워졌다. 이 항공기는 여전히 훈련, 차단 임무 및 단거리 임무에 사용되었다.

### 덴마크
1962년과 1967년 사이에 총 8대의 알루엣 III가 덴마크 왕립 해군에 인도되었다. 그들은 주로 해군의 북극 초계함을 지원하기 위해 SAR와 정찰 임무를 맡았다. 1982년 동안, 그들은 영국의 웨스트랜드 링스로 대체되었다.

### 대한민국
1977년 대한민국 해군은 12대의 알루엣 III를 운용하기 시작했다. 알루엣 III는 일반적으로 대(對)잠수함 능력으로 여러 척의 구축함에 실려 파견되었다. 1983년 8월 13일, 대한민국 해군은 독도 근처에서 북한 무장간첩선이 침투한 것을 발견했다. 단 한 대의 알루엣 III가 이 정찰선과 교전하여 AS.12 미사일을 사용하여 파괴했다. 임무를 수행한 후, 관련된 특정 헬리콥터는 킬마크 표시를 받았는데, 이는 대한민국 국군 전체에서 이러한 표시를 받은 유일한 항공기였다.
알루엣 III는 1993년 7월 26일 목포에서 발생한 아시아나 항공 733편 추락 사고와 같은 주요 사건에 대응하는 구조 헬리콥터로도 운용되었다. 인명구조 공로로 제621비행대대는 대통령 부대표창 수상받았다.
그 밖에 대잠수함작전, 대수상함작전, 탐색 및 구조, 외부화물수송 등 많은 활약했다가 2019년 12월 퇴역했다.

## 같이 보기
- 휴스 OH-6 카이유스